# Revue de direction
Une revue de direction est une réunion planifiée qui se déroule au sein d'un organisme pour faire le point sur son système de management. Cette revue est une exigence de nombreuses normes de management telles que ISO 9001, ISO 14001, ISO 22000  ou OHSAS.
La revue de direction est un processus qui permet une analyse factuelle du passé, afin de redéfinir un plan d'action, réaffirmer son engagement dans le système de management et libérer des moyens pour le prochain cycle. Cette réunion se tient généralement au moins une fois par an, mais l'organisme peut espacer ou rapprocher ces revues selon son besoin.